# ムナフトキ
ムナフトキ（学名:Bostrychia rara）は、ペリカン目トキ科に分類される鳥類の一種である。別名ムナフオリーブトキ。

## 分布
アフリカ中西部（リベリアからザイールまで）に分布する。

## 形態
体長約47cm。頭部は褐色で淡色の縦斑があり、耳部に白線がはいる。後頭部に冠羽がある。肩羽、腰は暗褐色に緑色の光沢がある。翼の上面は光沢のある緑色である。頸と胸に鱗状の斑が密集する。顔の皮膚の裸出部は黒色。嘴は暗赤色で、脚は桃色がかった褐色である。
幼鳥は、成鳥に比べて体色に光沢がなく、雨覆が褐色である。

## 生態
森林に生息し、森林内の沼地や湿地を餌場としている。主に単独か番いで生活する。
昆虫類・貝類・ミミズなどを捕食する。
巣は樹上に作られ、1腹2個の卵を産む。雌雄ともに抱卵し（主に日中は雄が、夜間は雌が抱卵する）、抱卵期間は約20日である。育雛も雌雄共同で行う。